# Фугу
Фугу (на японски: 河豚) е японското название за вида Риба балон или Риба таралеж открита на 31 март 2005 година (на английски: Pufferfish) и на приготвяното от нея ястие, известно като деликатес, но и като потенциално смъртоносно отровно, поради наличие на тетродотоксин. Рибата е от семейство Tetraodontidae (обикновено от родовете Takifugu, Lagocephalus или Sphoeroides или риба от рода Diodon); наименованието е свързано с това на отровата. Възрастните риби достигат до 90 см дължина и живеят около 5 години.

## Поведение на рибата - фугу
Рибите „Фугу“ живеят в тропичните и субтропичните зони на Атлантическия, Тихия и Индийския океан. Плуват на 2 до 50 м дълбочина.
При опасност те напълват стомаха си с вода и приемат кръгла форма (заради което са уподобявани на балони), за да уплашат преследвача си. Имат скрити шипове (бодли), които щръкват при подуване на тялото, стават бодливи и трудни за преглъщане от нападателя - подобно на таралеж. Кожата и вътрешните им органи съдържат отрова, която е неприятна или смъртоносна за враговете им. Същевременно делфините често се заиграват с рибата, но без да я изяждат.

## Ястието фугу
Фугу е едно от най-прочутите ястия в японската кухня, смятано за най-изисканото суши-сашими. В Япония се твърди, че тази риба е най-вкусната на света. Тези риби са всеизвестни, като смъртноносно отровни, ако не се приготвят правилно. Отровата им поначало е достатъчна, за да убие човек само за няколко секунди.

### Токсичност
Рибите от семейство „Tetraodontidae“ съдържат смъртоносни количества от отровата тетродотоксин във вътрешните си органи, особено в черния дроб и половите жлези, а също и в кожата. Поради това само специално лицензирани готвачи могат да приготвят и продават фугу и консумацията на дроба и яйчниците е забранена. Тъй като тази риба има няколко разновидности, съответно и местата, от които трябва да се отстрани отровата, са различни. Въпреки всички предпазни мерки обаче много хора умират всяка година от отравяне или парализиране след консумация на фугу. 
Малки количества от отровата причиняват специално желано усещане на езика, наподобяващо леко изтръпване и гъделичкане, което трае около 15 секунди след поглъщането на парченцето месо - съответно тези части, в които предполагаемо достатъчно малко отрова се е запазила, се смятат за най-вкусни от някои гастрономи. Ако не премине до 15 секунди може да се приеме, че човек е тежко пострадал. Всяка година известен брой хора умират, защото подценяват количеството отрова в консумираните части от рибата. Отровата парализира мускулите, като жертвата остава в пълно съзнание и накрая умира от задушаване. Все още не е открита противоотрова и стандартният медицински подход е да се направят опити за поддържане на дихателната и кръвоносната система, докато ефектът от отровата премине.

## Консумация
В Япония, тази риба се приготвя по различни начини и се сервира като един от най-скъпите деликатеси.
Понастоящем (началото на 21. век) консумацията на фугу е законна. Самото приготвяне е много трудно, а за да бъде допуснат да го извършва готвачът трябва да има сертификат за това, който се получава след изпит, до който се допускат само хора със солиден стаж в областта на кулинарията. Рибата се консумира в Япония от Древността, но при шогуната е забранена - в отдалечените от Едо (днешен Токио) райони, рибата все пак се предлага. Рецептите, запазени от тези времена, се използват и векове по късно, а в съвремието ястието е достъпно в ресторанти, в който има майстор на фугу, фактически за всеки платежоспособен японец или гост на страната (предполага се, все пак, че на свещената особа на императора би била отказана, за да не бъдат рискувани животът и здравето му).